# Wieniamin But
Wieniamin Jewgienijewicz But (ros. Вениамин Евгеньевич Бут; ur. 1 sierpnia 1961 w Leningradzie) – rosyjski wioślarz. W barwach ZSRR srebrny medalista olimpijski z Seulu.
Zawody w 1988 były jego pierwszymi igrzyskami olimpijskimi. Medal wywalczył w ósemce. Na mistrzostwach świata zdobył trzy medale: złoto w ósemce w 1985, srebro w tej samej konkurencji w 1986 i 1987. Brał udział w igrzyskach w 1992.
But w latach 2012-2016 był szefem rosyjskiej federacji wioślarskiej.